# Сервлет (Java)
Сервлет является интерфейсом Java, реализация которого расширяет функциональные возможности сервера. Сервлет взаимодействует с клиентами посредством принципа запрос-ответ.
Хотя сервлеты могут обслуживать любые запросы, они обычно используются для расширения веб-серверов. Для таких приложений технология Java Servlet определяет HTTP-специфичные сервлет классы.
Пакеты javax.servlet и javax.servlet.http обеспечивают интерфейсы и классы для создания сервлетов.
Первая спецификация сервлетов была создана в Sun Microsystems (версия 1.0 была закончена в июне 1997). Начиная с версии 2.3 спецификация сервлетов разрабатывалась под руководством Java Community Process. Стандарт JSR 53 определял как Servlet 2.3, так и спецификацию JavaServer Page 1.2. JSR 154 включает в себя спецификации Servlet 2.4 и 2.5. Текущая спецификация на 2 марта 2021 года — Servlet 4.0 (описана в JSR-369).

## Хронология Servlet API
| Servlet API версия | Релиз                                                            | Платформа           | Важнейшие изменения                                                                    |
| ------------------ | ---------------------------------------------------------------- | ------------------- | -------------------------------------------------------------------------------------- |
| Servlet 4.0        | Сентябрь 2017                                                    | JavaEE 8            | HTTP/2, Server Push                                                                    |
| Servlet 3.1        | Май 2013 (англ.)                                                 | JavaEE 7, JavaSE 7  | Неблокирующий ввод-вывод, поддержка нестандартных протоколов поверх HTTP               |
| Servlet 3.0        | Декабрь 2009 Архивная копия от 6 августа 2011 на Wayback Machine | JavaEE 6, JavaSE 6  | Pluggability, простота разработки, асинхронные сервлеты, безопасность, загрузка файлов |
| Servlet 2.5        | Сентябрь 2005 Архивная копия от 9 июня 2008 на Wayback Machine   | JavaEE 5 , J2SE 5.0 | Требует J2SE 5.0, поддержка аннотаций                                                  |
| Servlet 2.4        | Ноябрь 2003 Архивная копия от 9 июня 2008 на Wayback Machine     | J2EE 1.4, J2SE 1.3  | web.xml использует XML Schema                                                          |
| Servlet 2.3        | Август 2001 Архивная копия от 16 мая 2008 на Wayback Machine     | J2EE 1.3, J2SE 1.2  | Появление Filter                                                                       |
| Servlet 2.2        | Август 1999 Архивная копия от 11 июня 2008 на Wayback Machine    | J2EE 1.2, J2SE 1.2  | Становится частью J2EE, предлагает независимые веб-приложения в .war файлах            |
| Servlet 2.1        | Ноябрь 1998 Архивная копия от 11 июня 2008 на Wayback Machine    | не оговорено        | Первая официальная спецификация, добавлены RequestDispatcher, ServletContext           |
| Servlet 2.0        |                                                                  | JDK 1.1             | Часть Java Servlet Development Kit 2.0                                                 |
| Servlet 1.0        | Июнь 1997                                                        |                     |                                                                                        |

## Жизненный цикл сервлета
Жизненный цикл сервлета состоит из следующих шагов:
1. В случае отсутствия сервлета в контейнере.
  1. Класс сервлета загружается контейнером.
  2. Контейнер создаёт экземпляр класса сервлета.
  3. Контейнер вызывает метод init(). Этот метод инициализирует сервлет и вызывается в первую очередь, до того, как сервлет сможет обслуживать запросы. За весь жизненный цикл метод init() вызывается только один раз.
2. Обслуживание клиентского запроса. Каждый запрос обрабатывается в своём отдельном потоке. Контейнер вызывает метод service() для каждого запроса. Этот метод определяет тип пришедшего запроса и распределяет его в соответствующий этому типу метод для обработки запроса. Разработчик сервлета должен предоставить реализацию для этих методов. Если поступил запрос, метод для которого не реализован, вызывается метод родительского класса и обычно завершается возвращением ошибки инициатору запроса.
3. В случае если контейнеру необходимо удалить сервлет, он вызывает метод destroy(), который снимает сервлет из эксплуатации. Подобно методу init(), этот метод тоже вызывается единожды за весь цикл сервлета.

## Пример
```
import
 
java.io.IOException
;

import
 
java.io.PrintWriter
;

import
 
javax.servlet.ServletException
;

import
 
javax.servlet.http.HttpServlet
;

import
 
javax.servlet.http.HttpServletRequest
;

import
 
javax.servlet.http.HttpServletResponse
;

import
 
javax.servlet.http.HttpSession
;

public
 
class
 
NewServlet
 
extends
 
HttpServlet
 
{

   

    
@Override

    
protected
 
void
 
doGet
(
HttpServletRequest
 
request
,
 
HttpServletResponse
 
response
)
 
throws
 
ServletException
,
 
IOException
 
{

        

        
// Параметр

        
String
 
parameter
 
=
 
request
.
getParameter
(
"parameter"
);

        
// Старт HTTP сессии

        
HttpSession
 
session
 
=
 
request
.
getSession
(
true
);

        
session
.
setAttribute
(
"parameter"
,
 
parameter
);

        
response
.
setContentType
(
"text/html;charset=UTF-8"
);

        
PrintWriter
 
out
 
=
 
response
.
getWriter
();

        
try
 
{

            
out
.
println
(
"<html>"
);

            
out
.
println
(
"<head>"
);

            
out
.
println
(
"<title>Заголовок</title>"
);

            
out
.
println
(
"</head>"
);

            
out
.
println
(
"<body>"
);

            
out
.
println
(
"<h1>Пример сервлета"
+
parameter
+
"</h1>"
);

            
out
.
println
(
"</body>"
);

            
out
.
println
(
"</html>"
);

        
}
 
finally
 
{

            
out
.
close
();

        
}

    
}
 

    
@Override

    
public
 
String
 
getServletInfo
()
 
{

        
return
 
"Пример сервлета"
;

    
}

}

```